# 東京Youターン
「東京Youターン」（とうきょうユーたーん）は、2001年1月1日に発売された前田有紀の2枚目のシングル。

## 収録曲
1. 東京Youターン（3分58秒）
作詞：まこと／作曲：つんく／編曲：上杉洋史
2. 東京Youターン (オリジナル・カラオケ)
3. 東京Youターン (一般用メロ入りカラオケ)
4. 黄昏 miss you（4分9秒）
作詞：まこと／作曲：つんく／編曲：上杉洋史
5. 黄昏 miss you (オリジナル・カラオケ)